# Şuraabad
Şuraabad (ryska: Шураабад) är en ort i Azerbajdzjan.   Den ligger i distriktet Xızı Rayonu, i den östra delen av landet, 60 km nordväst om huvudstaden Baku. Antalet invånare är 1 945.
Terrängen runt Şuraabad är platt. Trakten är glest befolkad. Närmaste större samhälle är Kilyazi, 12,0 km nordväst om Şuraabad.